# 黒猫館の殺人
『黒猫館の殺人』（くろねこかんのさつじん）は綾辻行人による日本の推理小説。館シリーズ第六作である。

## あらすじ
1990年6月、稀譚社の編集者である江南孝明のもとに一通の郵便物が届く。差出人は鮎田冬馬。内容は「鹿谷先生とお会いし、お話をお聞きしたい」というものだった。鮎田から電話がかかり、話を聞くと2月に滞在していたホテルが大火災に会い、その影響で記憶喪失になっているという。現在は自身が書いたと思われる手記に書かれた名前しか知らない。鮎田は去年の9月まで「黒猫館」という家の管理人をしていたらしい。そしてその黒猫館を設計したのが中村青司だと聞き、江南は胸騒ぎを感じた。彼が設計した建物は数々の悲惨な事件が起こり、自身も数多くの友人を失ったり、事件に巻き込まれたりしたからである。
江南は友人で推理作家の鹿谷門実に連絡を取り、手掛かりとなる手記を読むことに。そこには「黒猫館」で彼が遭遇した殺人事件が綴られていた。謎を追うべく、彼らは札幌、阿寒へ向かう。

## 登場人物
鮎田 冬馬（あゆた とうま）
「黒猫館」の管理人。ホテル火災が元で現在は記憶喪失となっている。またそれ以前からとみられる左半身不随を負っている。
手記によれば、管理人ながらも僻地ゆえに別荘として利用されることもない「黒猫館」にて愛猫のカーロとともに殆ど世捨て人のような生活をしていた。
風間 裕己（かざま ゆうき）
「黒猫館」の現在の持ち主の息子。M**大学商学部の学生。ロックバンド「セイレーン」のギタリスト。親元を離れ東京で一人暮らしをしている。隼人、晋、謙二郎と共にロックバンド解散記念旅行をしている。
氷川 隼人（ひかわ はやと）
裕己の従兄でT**大学の大学院で理学部形態学の学生。「セイレーン」のピアニスト。異端の生物学者だった天羽博士の建てた「黒猫館」に興味を示す。
木之内 晋（きのうち しん）
裕己の友人で三流私大の学生。「セイレーン」のドラマー。
麻生 謙二郎（あさお けんじろう）
裕己の友人で三流私大の学生。「セイレーン」のベーシスト。オカルト好き。
椿本 レナ（つばきもと レナ）
旅行者で祐己と晋に誘われ、黒猫館に宿泊することになる。
天羽 辰也（あもう たつや）
進化論専門の生物学者で「黒猫館」の元の持ち主。オーストラリアに留学した後H**大学助教授となるが問題を起こしてしまい、大学を追われた後は現在消息不明となっている。
天羽 理沙子（あもう りさこ）
辰也の姪で養女。現在消息不明となっている。
神代 舜之介（くましろ しゅんのすけ）
中村青司が師事した元T**大学教授で天羽の友人。
橘 てる子（たちばな てるこ）
H**大学教授で天羽の元同僚。
江南 孝明（かわみなみ たかあき）
稀譚社の編集者。冬馬からの依頼を聞き、友人の鹿谷門実に連絡を取る。
鹿谷 門実（ししや かどみ）
推理作家。本名は島田潔で九州にある寺の三男坊。『迷路館の殺人』でデビューする。

## 書誌情報
- 講談社ノベルス：1992年4月、ISBN 4-06-181615-2
- 講談社文庫：1996年6月、ISBN 4-06-263278-0（解説：法月綸太郎）
- 講談社文庫（新装改訂版）：2014年1月、ISBN 978-4-06-277743-8

## 館シリーズ
- 十角館の殺人（1987年9月）
- 水車館の殺人（1988年2月）
- 迷路館の殺人（1988年9月）
- 人形館の殺人（1989年4月）
- 時計館の殺人（1991年9月）
- 黒猫館の殺人（1992年4月）
- 暗黒館の殺人（2004年9月）
- びっくり館の殺人（2006年3月）
- 奇面館の殺人（2012年1月）